# Eugeniusz Barbier
Eugeniusz Barbier (ur. 18 maja 1908 w Łodzi, zm. 7 czerwca 1989 tamże) – urzędnik, działacz turystyczny Polskiego Towarzystwa Turystyczno-Krajoznawczego (PTTK).

## Nauka, studia
Maturę uzyskał w Łodzi, w Gimnazjum Zgromadzenia Kupców w Łodzi, a następnie studiował w Wolnej Wszechnicy Polskiej w Oddziale Łódzkim na Wydziale Nauk Politycznych i Społecznych.

## Praca zawodowa
Pracę zawodową rozpoczął w Łódzkiej Izbie Skarbowej. W 1935 przeniósł się do Warszawy, i tam w Izbie Skarbowej pracował aż do wybuchu Powstania Warszawskiego.
W 1945 wrócił do Łodzi i rozpoczął pracę w Prezydium Rady Narodowej miasta Łodzi w Wydziale Finansowym na stanowisku st. księgowego-rewidenta, pracując aż do przejścia na emeryturę w 1974. 

## Społeczna działalność krajoznawcza
Do Polskiego Towarzystwa Tatrzańskiego (PTT) wstąpił w 1938 w Oddziale w Zakopanem. W Łodzi rozpoczął działalność w 1951 już w PTTK (powstałym w 1950, a w Łodzi w 1951 ze zjednoczenia PTT i Polskiego Towarzystwa Krajoznawczego (PTK)).
W 1952 był współorganizatorem Okręgowej Komisji Turystyki Narciarskiej PTTK i jej wiceprzewodniczącym. Zorganizował Koło PTTK nr 37 przy Prezydium Rady Narodowej m. Łodzi i był jego prezesem w latach 1957–1968. W latach 1959–1962 był członkiem Komisji Turystyki Górskiej Oddziału Łódzkiego PTTK i wiceprzewodniczącym Komisji Rewizyjnej Zarządu Okręgu PTTK w Łodzi. W latach 1962–1968 był członkiem prezydium Okręgowej Komisji Kół Zakładowych, wiceprzewodniczącym Oddziałowej Komisji Kół Zakładowych i członkiem Zarządu Oddziału Łódzkiego PTTK.
Od młodości uprawiał różne dziedziny sportu, ale szczególnie łyżwiarstwo i narciarstwo. Do Polskiego Związku Narciarskiego należał od 1938. Posiadał uprawnienia sędziego narciarskiego. Był organizatorem i wykładowcą kursów dla sędziów narciarskich.
Od 1950 pełnił funkcję wiceprzewodniczącego Sekcji Narciarskiej Łódzkiego Komitetu Kultury Fizycznej (ŁKKF). W 1952 powołano go do Sekcji Narciarskiej Głównego Komitetu Kultury Fizycznej (GKKF) w Warszawie.

## Odznaczenia
- Medal 10-lecia Polski Ludowej
- Honorowa Odznaka Miasta Łodzi,
- Złota Honorowa Odznaka PTTK,
- Odznaka XXV-lecia PTTK